# Follafoss
Follafoss is een plaats in de Noorse gemeente Steinkjer, provincie Trøndelag. Follafoss telt 454 inwoners (2007) en heeft een oppervlakte van 0,79 km².